# Nowa Wioska (Basse-Silésie)
Pour les articles homonymes, voir Nowa Wioska.
Nowa Wioska est une localité polonaise de la gmina et du powiat de Góra en voïvodie de Basse-Silésie.